# 톰스칼코박쥐
톰스칼코박쥐 또는 커먼칼코박쥐(Lonchorhina aurita)는 주걱박쥐과(신세계잎코박쥐류)에 속하는 남아메리카와 중앙아메리카 박쥐의 일종이다. 바하마에서도 발견되며, 뉴프로비던스섬에서 수집된 한 점의 표본만이 알려져 있다. 2006년 볼리비아 산타크루스 주에서 과학자 바가스(Aideé Vargas)와 마르케스(Kathrin Barboza Marquez)가 발견했다. 발견되기 전에 72년 동안 볼리비아에서 멸종된 것으로 간주되었다. 앙헬 산도발 주의 산 후안 드 코랄리토에 설치한 생태 보호지역에서 발견되었다.